# Jane-Nationalpark
Der 68,63 km² große Jane-Nationalpark (englisch: Jane National Park) liegt 16 Kilometer südöstlich von Northcliffe im Südwesten von Western Australia. Nördlich dieses Nationalparks liegt der Greater-Dordagup-Nationalpark, östlich der Shannon-Nationalpark und weiter südlich der Boorara-Nationalpark.
Beim Jane-Nationalpark handelt es sich um ein Waldgebiet mit Jarrah- und Marribäumen. Er kann über die Middleton Road von Northcliffe aus erreicht werden.